# Jamel Debbouze
Jamel Debbouze (arabisk: جمال دبوز ; født 18. juni 1975 i Blanc Mesnil, Paris i Frankrig) er en fransk skuespiller, komiker og filmproducer af marokkansk afstamning.

## Biografi
Debbouze er den ældste af fem brødre. Han blev født i Paris i Frankrig, men hans familie flyttede til Marokko det følgende år. De vendte tilbage i 1979 og bosatte sig i Trappes 1983, hvor Jamel, den ældste af brødrene, Mohammed, Hayat, Karim Rashid og Nawel Debbouze tilbragte resten af sin barndom.
Den 17. januar 1990, på togstationen i Trappes, blev han ramt af et forbipasserende tog, der kørte 150 km/t. Han mistede brugen af sin højre arm, mens en anden ung mand, Jean-Paul Admette, døde. Debbouze blev sagsøgt af familien til ofret for manddrab og modtog en frikendelse på grund af manglende beviser. Efter denne ulykke mødte Debbouze Alain Degois, hans mentor, og begyndte sin karriere som komiker og skuespiller.
Den 29. marts 2008 blev Jamel Debbouze forlovet med den franske journalist og nyhedsoplæser Mélissa Theuriau. De blev gift den 7. maj 2008. De fik en søn den 3. december 2008, som blev navngivet Léon.

## Karriere

### Første arbejde
I 1990 mødte Jamel Alain Degois, direktøren for Déclic Théâtre, der arrangerede teater-improvisation workshops, og han sluttede sig til truppen. Med denne truppe, deltog han i det franske mesterskab for Improvisation i 1991 og turnerede Quebec og Marokko. I 1992 fik han sin første rolle i en film, ved navn Les Pierres Bleues du Desert. Efter denne film, ville Jamel arbejde som skuespiller og skabe sit eget show. Det skete i 1995 med showet C'est Tout Neuf, der var blevet nydt en masse. Herefter blev han bemærket af ejerne af Radio Nova, Massadian Jacques og Jean-Francois Bizot, der ville gøre ham berømt (Jacques Massadian blev også hans agent) og gav ham en approksimativ rolle i radioprogrammet Radio Nova og deltog i tv-programmet Nova Premiere, hvor han blev bemærket af Canal+.

### Jamels adskillige shows
I 1998 spillede Debbouze Jamel Dridi en operatør, i hospitalet sitcommen, H på Canal+, sammen med kollega-komikerne Eric og Ramzy. Da serien sluttede i 2002, havde Jamel opnået national berømmelse.
I marts 1999 startede Jamel sit nye show Jamel en Scène. I dette show talte Jamel om sin begyndelse, hans barndom og show business. Showet blev spillet på La Cigale og derefter på Bataclan i Paris. Han gik på turné i hele Frankrig i 2000. Ved udgangen af året vendte han tilbage til Paris med hans show på L'Olympia i tre uger.
I 2002 vendte Jamel tilbage med et nyt show, 100% Debbouze. I tre år blev dette show spillet i de største parisiske teatre: Casino de Paris, Bataclan, Zenith, og L'Olympia. Han turnerede derefter Frankrig, Marokko, Tunesien, Schweiz og Belgien. DVD'eren til showet udkom i 2004, og solgte mere end 1 mio. eksemplarer.
I 2006 blev Jamel oplæser af et nyt program, Jamel Comedy Club, som bød på en halv time af den nye generation af franske komikere hver uge. Med denne trup gik Jamel til Casino de Paris i 2007 til et nyt show, le Jamel Comedy Club Envahit le Casino de Paris. Dette show var meget vellykket, dets varighed blev forlænget, og det blev også spillet også i Canada.

### Filmisk arbejde
I 1992 medvirkede den sytten år gamle Debbouze i sin første film, Les Pierres Bleues du Desert. Filmen fortæller historien om en ung dreng, der er forfulgt, fordi han tror på eksistensen af blå sten i ørkenen. Det blev den første af mange filmroller for Debbouze. I 1996 spillede han en lille rolle i Les Deux papas et la Maman, en film af Jean-Marc Doval med Smaïn og Arielle Dombasle. Tre år senere fik han sin første store rolle i en spillefilm, kaldet Le Ciel les oiseaux et ta ... Mère!. Denne komedie blev en succes, med mere end 1 mio. solgte billetter. I løbet af de næste to år fortsatte han sine sceneshows, før han vendte tilbage til film med den meget succesrige Le fabuleux Destin d'Amélie Poulain (Den fabelagtige Amélie fra Montmartre). Han blev nomineret for sin rolle i denne film til Césarprisen for Bedste Mandlige Birolle i 2002. 
I 2002 dukkede Debbouze op i en anden stor fransk film, Asterix & Obelix 2: Mission Kleopatra, instrueret af Alain Chabat. Denne succesfulde film blev set af 14 mio tilskuere. I 2005 havde han hovedrollen i Luc Bessons film Angel-A.
I 2006 spillede Debbouze en af de vigtigste roller i sin karriere i filmen Indigènes. Filmen fortalte historien om fire afrikanske soldater, der deltager i befrielsen af Frankrig under 2. Verdenskrig. Debbouze, Samy Naceri, Sami Bouajila og Roschdy Zem delte prisen for bedste mandlige præstation ved Cannes Film Festival i 2006.

### Tv-arbejde
I 1996 deltog han for første gang i tv-showet kaldet Nova, der fik premiere på Paris Premiere. Han blev bemærket for dette show, af nogle producenter fra Canal+, der hyrede ham til at fremlægge et show kaldet Le Cinéma de Jamel. Til Nytårsaften i 2000, skabte Jamel et tv-show til denne lejlighed kaldet Jamel show. Mange franske komikere såsom Bruno Solo, Alain Chabat, Elie og Dieudonné dukkede op i dette show. I april 2003 deltog han i seks reklamer for Orangina.
I 2009 samarbejdede han med rap-gruppen 113 og Awa Imani til projektet i Maghreb United de Rim'K. Det kan ses på sangen Célébration.
I 2010 blev han inviteret til den endelige udførelse af Gad Elmalehs show med titlen "Papa est en haut" transmitteret direkte på TF1. Ved denne lejlighed annoncerede Jamel Debbouze sin tilbagekomst på scenen i februar 2011 på Casino de Paris.
Den 1. december 2010 udkom hans nye DVD med titlen Made in Jamel med blandt andre Gad Elmaleh, Florence Foresti, Elie Semoun, Stromae, Didier Bourdon og Sophie Mounicot.

### Andre informationer
- I 2005 besluttede han sig for at sponsorere den kollektive Devoirs de Mémoires.
- Debbouze kom tidligere sammen med den franske forfatterinde Saphia Azzeddine.
- Debbouze sponsorerer en forening kaldet " L'heure joyeuse", og foreningen R. Style, et kollektiv af hiphop kunstnere, DJs, graffitikunstnerne, dansere, osv..
- Debbouze sponsorerede også magasinet Politis og støttede Ségolène Royal i løbet af præsidentvalget i 2007.
- I januar 2009 lancerede han en humanitær aktion for befolkningen i Gaza efter det israelske angreb.[5].
- I marts 2009, deltog han sammen med l'Agefiph[6] i beskæftigelse af mennesker med handicap. Han turnerede og lavede tre film på tv og internettet. I en af filmene viser han sin hånd frem med et handicap for første gang.

## Filmografi
- Outside the Law (2010)
- Why I Did (Not) Eat My Father – (2009)
- Parlez-moi de la pluie – (2008)
- Asterix og De Olympiske Lege – (2008) – Linéalis
- Indigènes – (2006, også medproducer)
- Angel-A – (2005)
- She Hate Me – Doak (2004)
- Les Clefs de bagnole – Stemme til den moddelerede vokshund (2003)
- Le Boulet – Malian-vagten (2002)
- Asterix & Obelix 2: Mission Kleopatra – Linéalis (2002)
- Le fabuleux destin d'Amélie Poulain – Lucien (2001, English title: Amélie)
- Granturismo – François (2000)
- Elie annonce Semoun – Adskillige karakterer (2000)
- Les Petits souliers – Zinedine Haouita (1999)
- Rêve de cauchemar – Saïd (1999)
- Le Ciel, les oiseaux et... ta mère! – Youssef (1999)
- Un pavé dans la mire – Fængseæsvagtem (1998)
- H – Jamel Dridi (1998–2004, tv-serie)
- Zonzon – Kader (1998)
- Y a du foutage de gueule dans l'air – (1996)
- Les Deux papas et la maman – (1996)
- Les Pierres bleues du desert –  (1992)

## Stand-up-shows
- 1996 : C'est tout neuf
- 1999 : Jamel en scène
- 2000 : Jamel Show
- 2003 – 2004 : Jamel 100% Debbouze
- 2007 : Le Jamel Comedy Club envahit Le Casino de Paris
- 2009 : Le Jamel Comedy Club Show